# Huang Shen

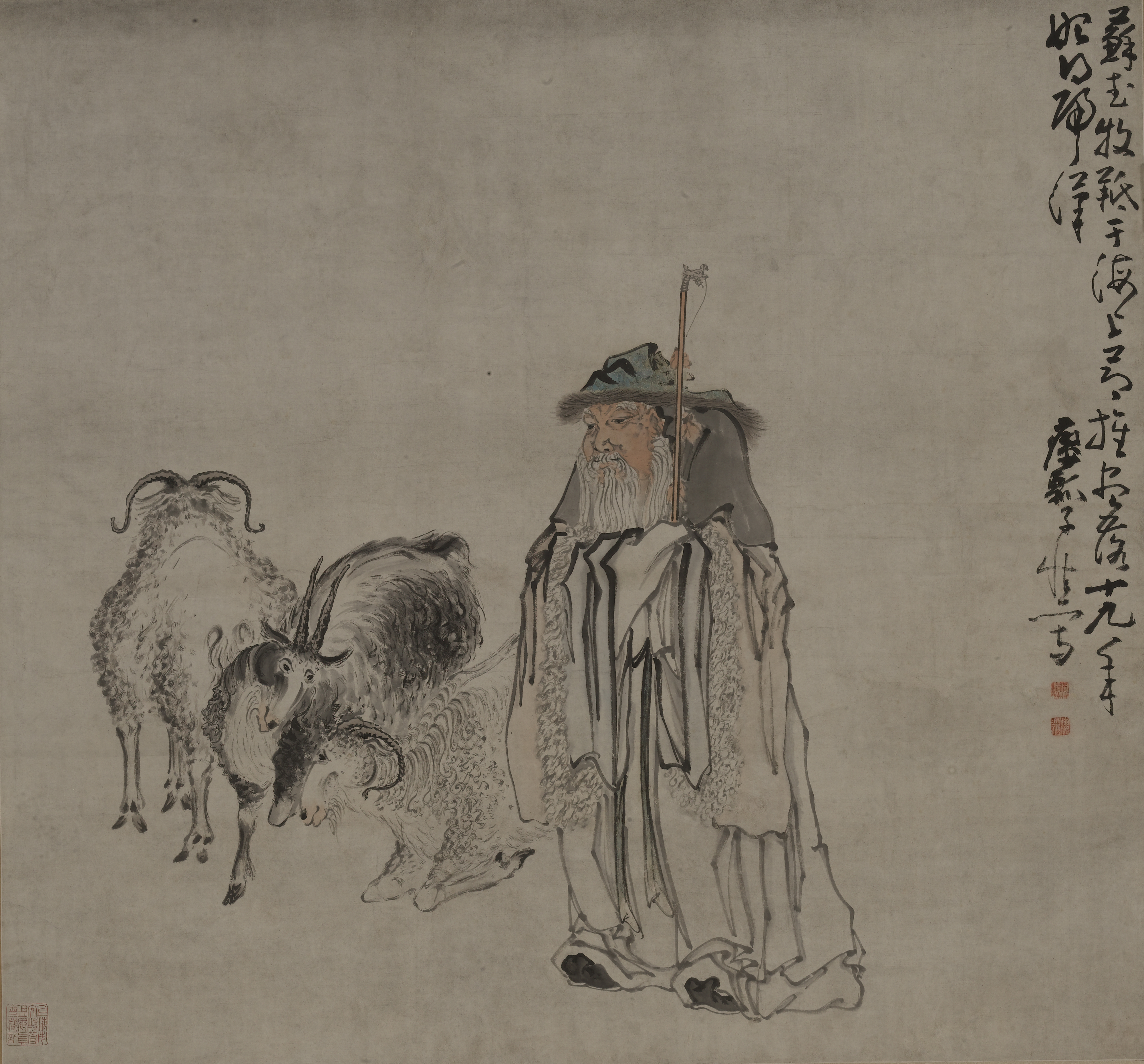
Schaapsherder Su Wu, hangende rol met gewassen inkt en kleur op papier, collectie Shanghai-museum

Huang Shen (黃慎; 1687–1772) was een Chinees kunstschilder, kalligraaf en dichter die actief was tijdens de vroege Qing-periode. Zijn omgangsnamen waren Gongshou (恭壽) en Gongmao (恭懋) en zijn artistieke naam Yingpiaozi (癭瓢子). Huang behoort tot de canon van de Acht Excentriekelingen van Yangzhou; een groep tijdgenoten die orthodoxe ideeën over de schilderkunst verwierpen ten bate van een eigen expressieve stijl.

## Biografie
Huang groeide op in een arme familie in Ninghua, in de provincie Fujian. Hij werd onderricht door de kunstschilder Shangguan Zhou (1665–1750) en maakte vervolgens naam als een innovatieve en expressieve kunstschilder.

## Werk
Huang had een vrije, spontane stijl die wordt gekenmerkt door krachtige penseelstreken in de xieyi-techniek (寫意; 'gedachten schetsen'). Zijn oeuvre omvat onder andere shan shui-landschappen in de stijlen van Huang Gongwang (1269–1354) en Ni Zan (1301–1374) en vogel- en bloemschilderingen. Huang is echter vooral bekend om zijn portretten. Hij schilderde religieuze en historische taferelen, maar had ook een voorliefde voor portretten van personen van lage komaf. Bekende werken zijn onder andere De dronken monnik en Schaapsherder Su Wu.
In zijn kalligrafieën volgde Huang de nauwgezette cursieve stijl van Huai Su (737–799). Deze stijl is ook terug te vinden in de ruwe schetslijnen van zijn schilderwerken.
- Bibliothèque nationale de France: cb16493756t (data)
- Gemeinsame Normdatei: 142882550
- International Standard Name Identifier: 0000 0001 0678 4836
- KulturNav: 4229ec5c-48f9-4ce2-8120-9f2c1b261738
- Library of Congress Control Number: n80127821
- National Gallery of Victoria: 7396
- Nationale bibliotheek van Australië: 36731919
- Nationale Bibliotheek van Israël: 987007513299405171
- Nederlandse Thesaurus van Auteursnamen: 161229735
- Réseau des bibliothèques de Suisse occidentale: 02-A023509180
- Trove: 1439728
- Union List of Artist Names: 500121322
- Virtual International Authority File: 96576370